# Панамска балбоа
Вижте пояснителната страница за други значения на Балбоа.
Балбоа е наименованието на официалната валута на Панама. Една балбоа е равно на 100 сентесимо.
Паричната единица е въведена през 1904 г., като е наречена в чест на испанския конкистадор Васко Нунес де Балбоа.
До 1934 г. златното съдържание на балбоа е 1, 5048 g чисто злато, което е малко повече от златното съдържание на американския долар (1, 50463 g), но на практика балбоа е приравнен към долара. През 1934 г. е установено твърдо съотношение 1:1 към долара.

## Монети и банкноти
В обращение са пуснати монети от 2, 1, 1/2, 1/4, 1/10 балбоа, 5 и 1 сентесимо. Също така са емитирани юбилейни монети с номинал 500, 200, 100, 75, 50, 20, 10, 5 и 1 балбоа.